# Kognition
Kognition är en psykologisk term och kan kort förklaras som en samlingsterm för de mentala processer, normalt viljestyrda, som handlar om kunskap, tänkande och information. I klassisk psykologi talas det om kognition, emotion och volition, alltså tänkande, känsla och vilja som de tre begrepp som styr psyket. 
Kognition och perception, det vill säga de psykologiska processer som är aktiva då vi tolkar sinnesintryck, är inte två helt skilda områden utan överlappar varandra. Inom området kognition ryms studier av hjärnans olika funktioner, som tänkande, uppmärksamhet, minne, inlärning, medvetande, språk samt beslutsfattande och problemlösning. 
Eftersom sinnesuppfattningen och tolkningen av dem beror på kunskaper och erfarenheter, ingår en del av dessa i kognitionen (andra i perceptionen som handlar om sinnesintryck). En del andra processer, som viljestyrd motorik, språk och verklighetsuppfattning, som är helt eller delvis inlärda, hör också till kognitionen.